# Могила поета і художника М. О. Волошина
Могила поета і художника М. О. Волошина знаходиться в Автономній Республіці Крим, Феодосійська міська рада, смт Коктебель, в 2 км на північ від селища на вершині гори Кучук-Єнишар.

## Загальний опис
Місце, яке стане його останнім притулком, Волошин вибрав сам: на вершині гори на схід від Коктебеля під назвою Кучук-Енішар, з якої відкривається захоплююча дух панорама коктебельской долини і затоки, всі природні красоти, які так любив художник. І тепер це місце і вся гора в цілому, яку часто називають Горою Волошина, стали однією з найвідоміших визначних пам'яток міста. До підніжжя гори, повз колишню дачю Юнге (нині один з корпусів піонерського табору “Супутник”) проходить дорога, що потім повертає на схід до мису Хамелеон. Від підніжжя нагору веде стежка до самої могили. На могилі лежить прямокутна меморіальна плита з червоно-чорного граніту товщиною 0,25 м з написом: “Поэт Максимилиан Волошин, 1877-1932”. Розміри плити – 1,0×2,05 м. Плита лежить на бетонній основі, обкладеній діоритовими брилами. Розміри основи – 3,0×4,3 м. Могилу оточує невисокий насип з морської гальки (6,5×9,3 м).

## Історична довідка

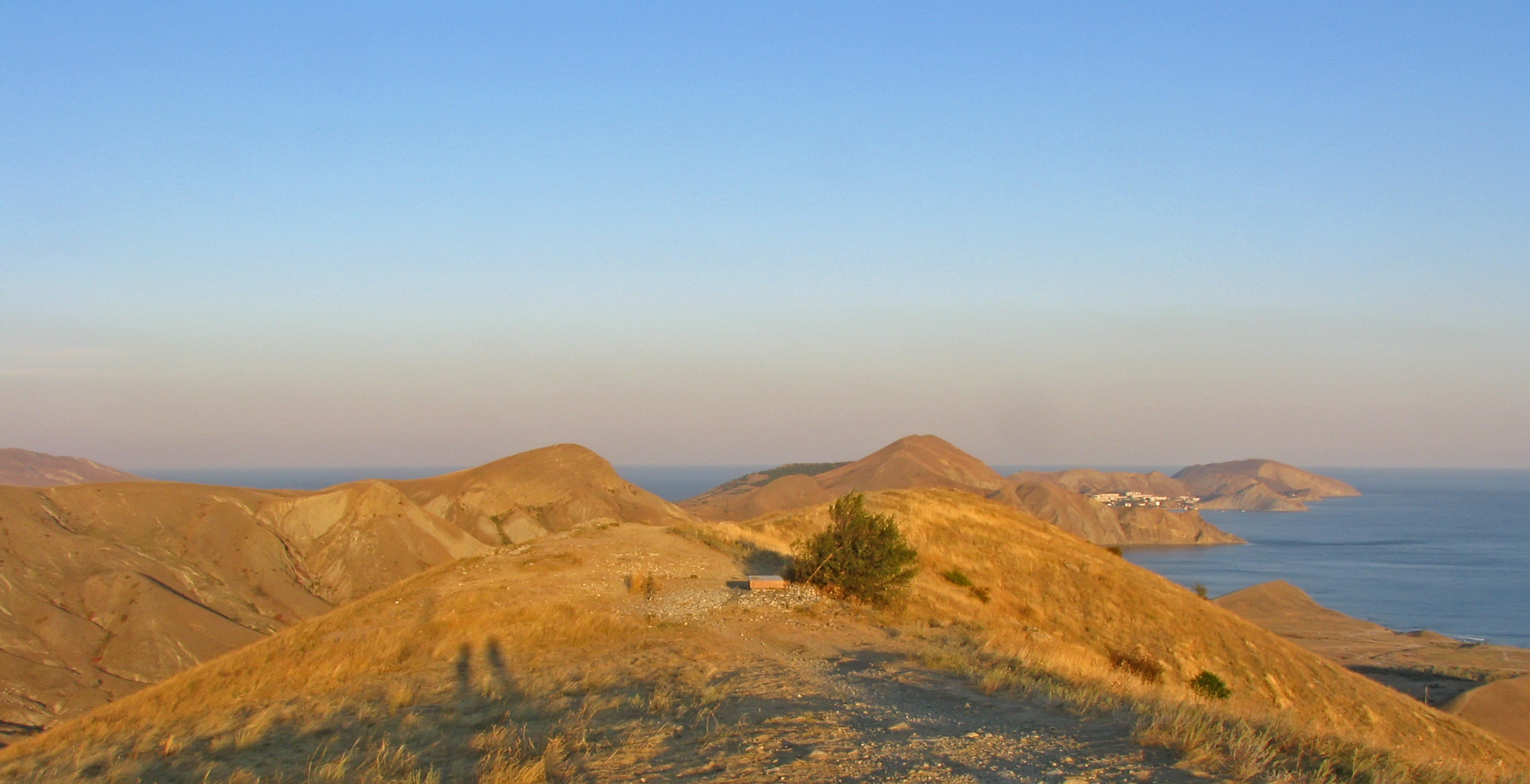
Могила поета і художника М. О. Волошина в Коктебелі

Максиміліан Олександрович Волошин (1877-1932)- російський поет і художник українського походження, перекладач; жив у Криму, представник символізму й акмеїзму; в поезії та художній творчості відобразив історію та природу Криму. Помер від другого інсульту 14 серпня 1932 р. і, відповідно до його заповіту, похований на вершині гори Кучук-Єнишари. 
Максиміліан Волошин з початку ХХ століття жив у Коктебелі. У віршах, статтях, картинах втілив свою любов до південно-східного Криму, цього дивовижного краю, названому ним кримською «Кимерією». Зумів показати його  красу і чарівність. У Коктебелі багато що пов'язане з ім'ям Волошина. Адже завдяки йому, мало кому відоме селище стало помітним центром культурного життя Криму.
Спочатку на могилі М.О. Волошина був невисокий насип з морської гальки. У 1972 р. на могилу покладена меморіальна плита з написом. Автор надгробка – художник Цигаль Віктор Юхимович.

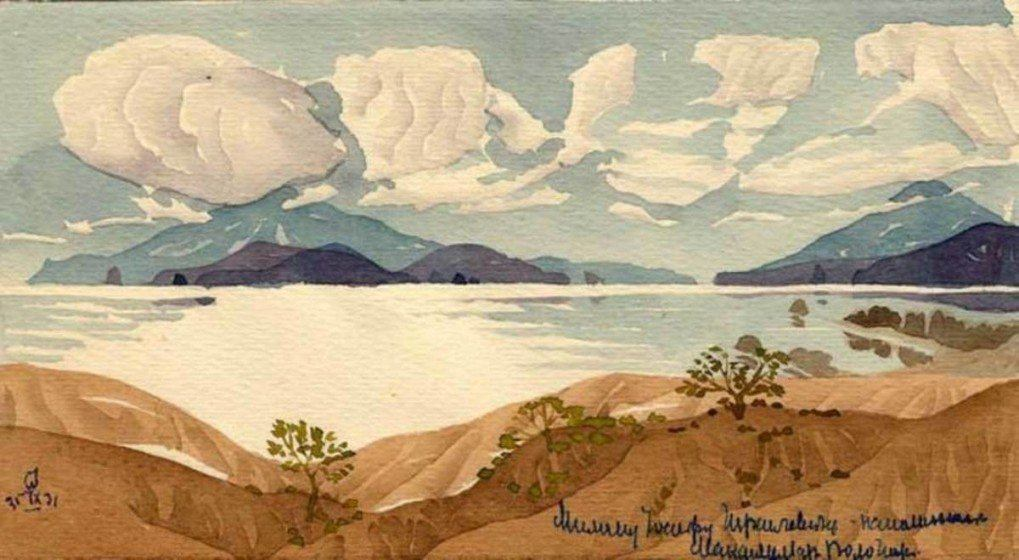
Вид на Коктебель
Акварель М.О.Волошина

Поет заповідав, щоб біля його могили не садили дерев - напевно, саме тому, щоб мальовничі панорами улюбленого міста, місця, якому він віддав всю свою любов і душу, були відкриті перед ним вічно.
Похований тут у серпні 1932 Волошин просив приносити до його могили тільки різні камені, гальку, самоцвіти, які любив збирати за життя. Це бажання привело до того, що тепер біля надгробної плити всюди можна побачити найрізноманітніші камінчики. Цікаво ще й те, що, відвідувачі могили Волошина не просто приносять камені, але видряпують на них свої найпотаємніші бажання, своєрідні молитви, звернені до людини, з яким назавжди пов'язана душа міста.

## Облікова інформація
Взято на охорону згідно рішення виконавчого комітету Кримської обласної Ради депутатів трудящих № 595 від 05.09.1969 р.
Індекс згідно паспорту: 2.5.407-2.12.21.
Охоронний № : 407.
Межі охоронної зони і зони регулювання забудови: рішенням Феодосійської міської Ради депутатів трудящих № 229 від 21 червня 1974 р. внесено пропозицію визначити охоронну зону в межах 10 м навколо могили.
Охоронна документація: охоронне зобов’язання № 407 від 02.12.1975 р.